# Gloria Giner de los Ríos García
Gloria Giner de los Ríos García  (Madrid, 28 de març de 1886 – íd., 6 de febrer de 1970) va ser una professora espanyola de l'Escola Normal Superior de Mestres i de la Institució Lliure d'Ensenyament. Autora de manuals dedicats a l'ensenyament de la Història i de la Geografia amb vocació renovadora, va desenvolupar juntament amb Leonor Serrano Pablo la «recepta» educativa que van anomenar «observació entusiasta». A més van intentar que el cànon androcèntric dels estudis geogràfics deixés d'excloure les dones.

## Ressenya biogràfica i context familiar
Filla d'Hermenegildo Giner de los Ríos (germà de Francisco Giner de los Ríos) i de Laura García Hoppe, va contreure matrimoni amb Fernando de los Ríos Urruti, amb qui va tenir una filla, Laura de los Ríos Giner, que es va casar amb Francisco García Lorca, germà del poeta Federico. Gloria va ser una de les dones que van viure en l'exili durant la dictadura franquista, formant part de l'elit intel·lectual que va dur a terme una fructífera labor educativa, filològica, literària, jurídica i cultural a l'exili.
Gloria Giner va passar la infància i adolescència a Madrid, Alacant i Barcelona, ciutats on el seu pare exercí la càtedra de filosofia. Acabats els estudis de batxillerat el 1906 i els de magisteri el 1908, va completar la seva formació assistint a classes a la Institució Lliure d'Ensenyament –fundada pel seu oncle– i a cursos d'art, pedagogia i filosofia. El 1909 es va incorporar a la primera promoció a l'Escola d'Estudis Superiors del Magisteri de Madrid.

### Matrimoni i vida familiar i social
L'1 de juliol de 1912 es va casar amb Fernando de los Ríos, que havia obtingut la càtedra de Dret a la Universitat de Granada, on van fixar la seva residència i on Gloria va ser professora de l'Escola Normal, per dret de consort al principi i, després, amb plaça pròpia. Un any després va néixer Laura de los Ríos Giner. A Granada la família Ríos Giner va entaular amistat amb la família García Lorca, amb Manuel de Falla i amb Berta Wilhelmi i el seu marit, Eduardo Domínguez. Berta estava en contacte amb la Institució Lliure d'Ensenyament i havia organitzat unes colònies escolars a Almuñécar. Gloria Giner va organitzar, amb la seva col·laboració, l'educació de la seva filla Laura i d'altres nens, entre els quals hi havia Isabel García Lorca, a fi d'apartar-los de l'ensenyament privat que s'impartia a la Granada d'aquell temps.

### Laura de los Ríos i Isabel García Lorca
Laura, en una altra entrevista, explicava com era la vida de la seva mare a Granada:
| « | La meva mare assistia cada dia a les seves classes... a la tarda preparava les classes i ajudava el meu pare. Traduïa de l'alemany, llengua que li havia ensenyat el meu pare i una professora alemanya a Granada. També traduïa del francès, que coneixia molt bé, del grec i del llatí... amorosa i intel·lectualment els meus pares van ser un matrimoni molt ben avingut. | » |

Federico García Lorca va ser un dels amics del selecte cercle de la família de los Ríos. El poema «Sonámbulo» era dedicat a aquest matrimoni. Va ser Federico qui va fer que es coneguessin les dues nenes. L'amistat entre elles va ser molt intensa i duradora. Amb el temps van arribar a ser cunyades, perquè Laura es va casar amb Francisco García Lorca, germà petit de Federico. Isabel García Lorca, en una entrevista, ecordava Gloria:
| « | Glòria Giner era un ésser extraordinari. Bé, de caràcter, jo crec que hi havia una certa semblança entre totes, una certa alta tensió moral. Persones una mica exigents amb allò que feien els altres i allò que podien fer. En el fons eren així, incloent-hi la meva mare. | » |

## Carrera professional
El 1931, el Govern Provisional de la República va nomenar al seu marit ministre de Justícia, i al desembre, ministre d'Instrucció Pública. Gloria va dir a la seva filla «Jo no renunciaré a la meva carrera i no acceptaré viure de ministra». No obstant això, va realitzar algunes funcions protocol·làries i va acompanyar el seu marit en els viatges per Espanya. El 1932 va quedar en excedència com a professora a l'Escola Normal, però va continuar fent classes a la Institució Lliure d'Ensenyament. El 1933, després que el seu marit renunciés al càrrec en el Govern, es va reincorporar a la docència acceptant la plaça de Zamora. Durant tres cursos va viure sola en una habitació d'hotel, tres dies per setmana, tornant a Madrid la resta de la setmana. A Zamora, com a Granada, la societat burgesa li va fer el buit, per ser dona d'un socialista i no assistir a les pràctiques religioses.

### Exili
A finals de setembre de 1936, Fernando de los Ríos va ser nomenat ambaixador d'Espanya als Estats Units, càrrec que va ocupar fins al març de 1939. Gloria es va traslladar a Washington DC amb la seva filla, la seva mare i un nebot del seu marit. Més tard s'hi incorporaria Fernanda Urruti, mare de Fernando. A Washington, Gloria Giner va ser convidada diverses vegades a les reunions que organitzava Eleanor Roosevelt a la Casa Blanca. Durant la guerra civil Fernando de los Ríos va ser separat del servei de catedràtic de la Universitat de Madrid. El 1939, el govern franquista el va separar definitivament de la seva càtedra i el va donar de baixa en l'escalafó.
Gloria Giner va ser professora a la Universitat de Colúmbia, mentre el seu marit impartia classes en el New School for Social Research de Nova York, institució fundada per a acollir intel·lectuals europeus emigrats per causes polítiques. La família Ríos-Giner va viure l'exili dels Estats Units d'Amèrica que, sense arribar a reconèixer l'exili republicà espanyol, va sotmetre a les lleis d'immigració a tots aquells que van voler entrar al país. Ara bé, els universitaris i els artistes quedaven exempts de la rígida llei de quotes d'immigració, sempre que estiguessin avalats per ciutadans nord-americans o fossin reclamats per alguna universitat. Gloria va ser una de les professores exiliades que van passar per universitats americanes i que formen part de l'elit que va dur a terme una fructífera labor intel·lectual i artística.

En 1942, la seva filla Laura es va casar amb Francisco García Lorca, germà menor del poeta Federico, a la capella Mead del Middlebury College, on tots dos eren professors de l'Escola Espanyola. D'aquest matrimoni van néixer tres filles. La família va viure l'exili en el pis familiar que
| « | ...cada diumenge s'obria a tots els amics que s'estaven per la zona novaiorquesa. No calia rebre invitació. Era una casa oberta a tots els amics espanyols bandejats i als hispanoamericans simpatitzants amb la derrotada república. Don Fernando seguia sent l'ambaixador de la República, no al palauet de Washington, sinó al seu pis de Riverside Drive. «Els diumenges de don Fernando.». Fonaments de antropologia, 10-11, 2001, pàg. 130-137.</ref> | » |

Dona infatigable, a més de preparar les classes, escriure poemes i de treballar en la publicació de les seves obres, cuidava les seves tres nétes, les treia a passeig i també agafava el metro i les portava amb autobús a Nova York.
El 1949 va morir Fernando de los Ríos. A l'enterrament va acudir més de mig centenar de personalitats de la política i la cultura. José de los Ríos —el germà petit de Fernando— i Francisco García Lorca van presidir el dol familiar. L'esposa, la mare i la filla es van quedar a la casa durant l'enterrament, d'acord amb un costum habitual a l'Espanya d'aquells temps. Les restes del seu marit van ser traslladades al cementiri civil de Madrid el 28 de juny de 1980.

### Retorn a Espanya

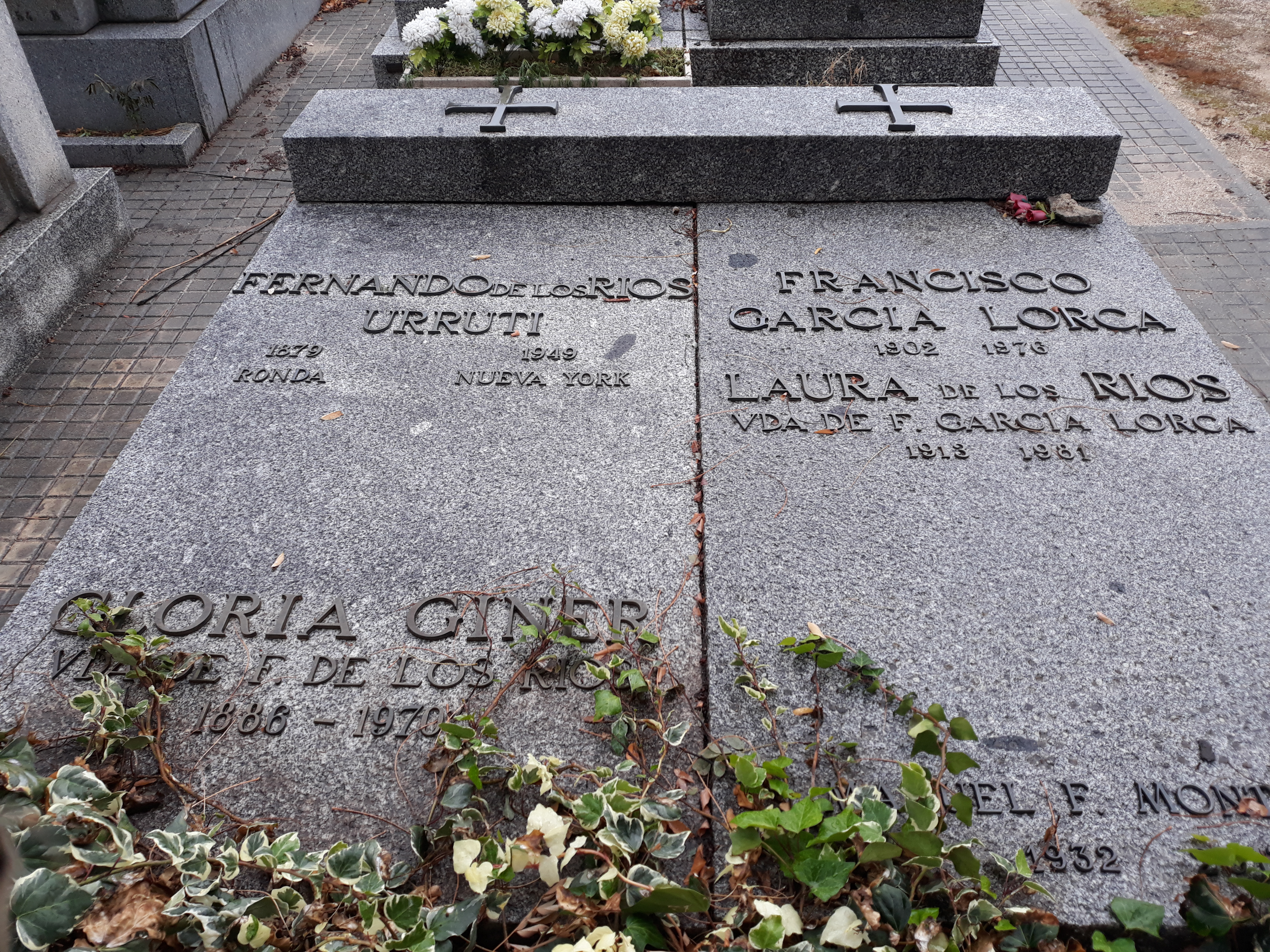
Tomba de Gloria Giner en el Cementiri civil de Madrid.

Gloria Giner va tornar a Espanya amb la família de la seva filla, el 1965. Va morir a Madrid, el 6 de febrer de 1970. La premsa de Bogotà va publicar la notícia recordant que va ser una figura destacada en els estudis geogràfics i històrics.

## L'ensenyament de la Geografia
Gloria Giner de los Ríos i la seva gran amiga Leonor Serrano Pablo van ser les grans cultivadores de l'ensenyament de la Geografia amb la finalitat de connectar amb l'alumnat. Gloria Giner va defensar la capacitat formativa de les arts plàstiques «com a base real de l'ensenyament de la Història en els primers anys de formació de la cultura del nen». Aquesta força didàctica de l'art també la té la literatura, per la qual cosa Gloria Giner considerava —com Rafael Altamira—, que la literatura és en un sentit ampli, auxiliar de la Història. Això s'aprecia a la seva obra Cien lecturas históricas, que:
| « | es va convertir en un dels textos visibles de la manualística de segon ensenyament inspirats en els pressupostos renovadors. | » |

Amb Altamira i María Montessori com a referents van dur a terme un ensenyament de la geografia que, en paraules de Serrano, girava entorn de l'«observació entusiasta». Aquesta consistia a ensenyar geografia dialogant amb l'alumnat, enfortint-ne la relació física i emocional amb l'entorn. Una altra part de l'observació entusiasta era l'emocional. S'havia de deixar fora les imposicions de memoritzacions sense sentit. En paraules de Gloria Giner, d'un/a alumne/a «se n'educava l'ànima i se n'enfortia l'esperit».
Perquè el contingut científic s'entengués bé, feien servir  llegendes, poesies, relats curts i cançons populars per a donar suport a les explicacions geogràfiques. L'ensenyament de la Geografia necessitava d'una altra disciplina de suport: la Història. Els avançaments científics i cartogràfics, tenien un valor complementari. Gloria Giner considerava que els textos sobre viatges eren un recurs útil per a l'ensenyament del temari de Geografia, amb el qual l'alumnat aconseguís, en aprendre, «gaudir i estimar la Terra». L'educació havia d'estar basada en el principi de respecte tant cap a l'entorn circumdant com per les persones que l'habiten. Gloria Giner va insistir que generava goig la connexió de la part més personal i íntima de la persona amb el que, de manera espontània, oferia el mitjà.
Serrano i Giner van plantejar la inclusió real de les dones en el cànon fins llavors androcèntric dels estudis sobre geografia. El diccionari de la Reial Acadèmia Espanyola havia inclòs l'any 1803 l'accepció del terme «home» en la seva referència a tota la humanitat. Prenent el terme com a inclusiu de les dones, entenien que obligava els homes a relacionar-se amb la naturalesa com ho feien les dones. En paraules de Leonor Serrano, el que es fomentaria en deixar sense sentit les referències androcèntriques en la Geografia seria una «nova humanitat creadora, amorosa, anti-destructora i anti-guerrera». Aquest ensenyament connecta, en opinió de Simón Alegre amb el que, en el llenguatge del segle xxi, s'anomena el desenvolupament d'una educació ambiental i/o les primeres manifestacions de l'ecofeminisme.

## Obres
- Historia de la pedagogía (1910).
- Weimer, Hermann 1872-1942 (Traducció).
- Geografía Primer grado. Aspectos de la naturaleza y vida del hombre en la tierra (1919).
- Geografía: Primer grado, obra conjunta con Ribas, Federico 1890-1952 (1919).
- Geografía general. El cielo, la Tierra y el hombre (1935).
- Cien lecturas históricas (1935).
- Lecturas geográficas. Espectáculos de la naturaleza, paisajes, ciudades y hombres. (1936).
- Romances de los ríos de España (1943).
- Manual de historia de la civilización española (1951).
- Cumbres de la civilización española: Interpretación del espíritu español individualizado en diecinueve figuras representativas (1955).
- El paisaje de Hispanoamérica a través de su literatura: (antologia) (1958).
- Introducción a la historia de la civilización española (1959).
- Por tierras de España (1962).[1]